# Massenabstürze der Iljuschin Il-10 bei Kemlitz 1951
Die Massenabstürze von Iljuschin Il-10 bei Kemlitz 1951 ereigneten sich am 14. April 1951. An diesem Tag stürzte eine Vielzahl von Militärmaschinen des Typs Iljuschin Il-10M der Luftstreitkräfte der Sowjetunion unter widrigen Wetterbedingungen bei Kemlitz ab. Während den Besatzungen einiger Maschinen Bruchlandungen gelangen, forderten die Abstürze von 13 Maschinen insgesamt 26 Todesopfer.

## Maschinen und Insassen
Beteiligt waren mehr als 13 Propeller-Erdkampfflugzeuge des Typs Iljuschin Il-10M, die jeweils mit einem V12-Ottomotor Mikulin AM-42 mit 2.000 PS (1.471 kW) Leistung ausgestattet waren. Die Maschinen gehörten zur 114. Garde-Schlachtfliegerdivision (114. GwSchAD), die in Jüterbog stationiert war. Die genaue Anzahl der gestarteten Iljuschin und der insgesamt verunfallten Maschinen (inklusive jener mit nicht tödlichem Ausgang) ist ebenso wenig überliefert wie die Modellseriennummern und Luftfahrzeugkennzeichen der betroffenen Flugzeuge.
An Bord jeder Maschine befand sich jeweils eine zweiköpfige Besatzung.

## Unfallhergang
Die Maschinen, die zur 16. Luftarmee der Luftstreitkräfte der Sowjetunion gehörten, befanden sich auf dem Flug zu einer Verbandsübung, die an einem als Luft-Boden- sowie Raketenschießplatz genutzten Übungsgelände in der Lieberoser Heide stattfinden sollte.

## Nach den Abstürzen
Die sowjetischen Militärbehörden koordinierten nach den Abstürzen vorrangig die Bergung der Toten, während Trümmerteile und Munition liegen gelassen wurden und noch Jahre nach den Abstürzen in der Region zu finden waren. Die Absturzstellen wurden sehr schnell von den sowjetischen Militärs abgesperrt. Deutsche Volkspolizei, die noch schneller vor Ort gewesen war, wurde wieder weggeschickt. Die 26 Opfer wurden auf einem Potsdamer Friedhof beigesetzt.

## Mögliche Ursachen
Die Ursachen für die Abstürze konnten nie geklärt werden. Es wurde eine Reihe von Hypothesen aufgestellt, etwa der Einsatz von sehr unerfahrenen Besatzungen, eine Betankung der Flugzeuge mit einem fehlerhaften oder verunreinigten Kraftstoff, eine gezielte Manipulation der Maschinen oder eine gescheiterte Massenflucht in den Westen, von denen jedoch keine nachgewiesen werden konnte.
Den verantwortlichen Offizieren sei bekannt gewesen, dass sich über der Gegend, in der ihre Flieger üben sollten, eine gefährliche Wetterlage zusammenzog. Marschall Werschinin, Befehlshaber der 24. Luftarmee, habe schließlich mit der Begründung, er sei schließlich auch im Krieg und bei noch schlechterem Wetter geflogen, den Start befohlen.